# Joriskirche (Venlo)

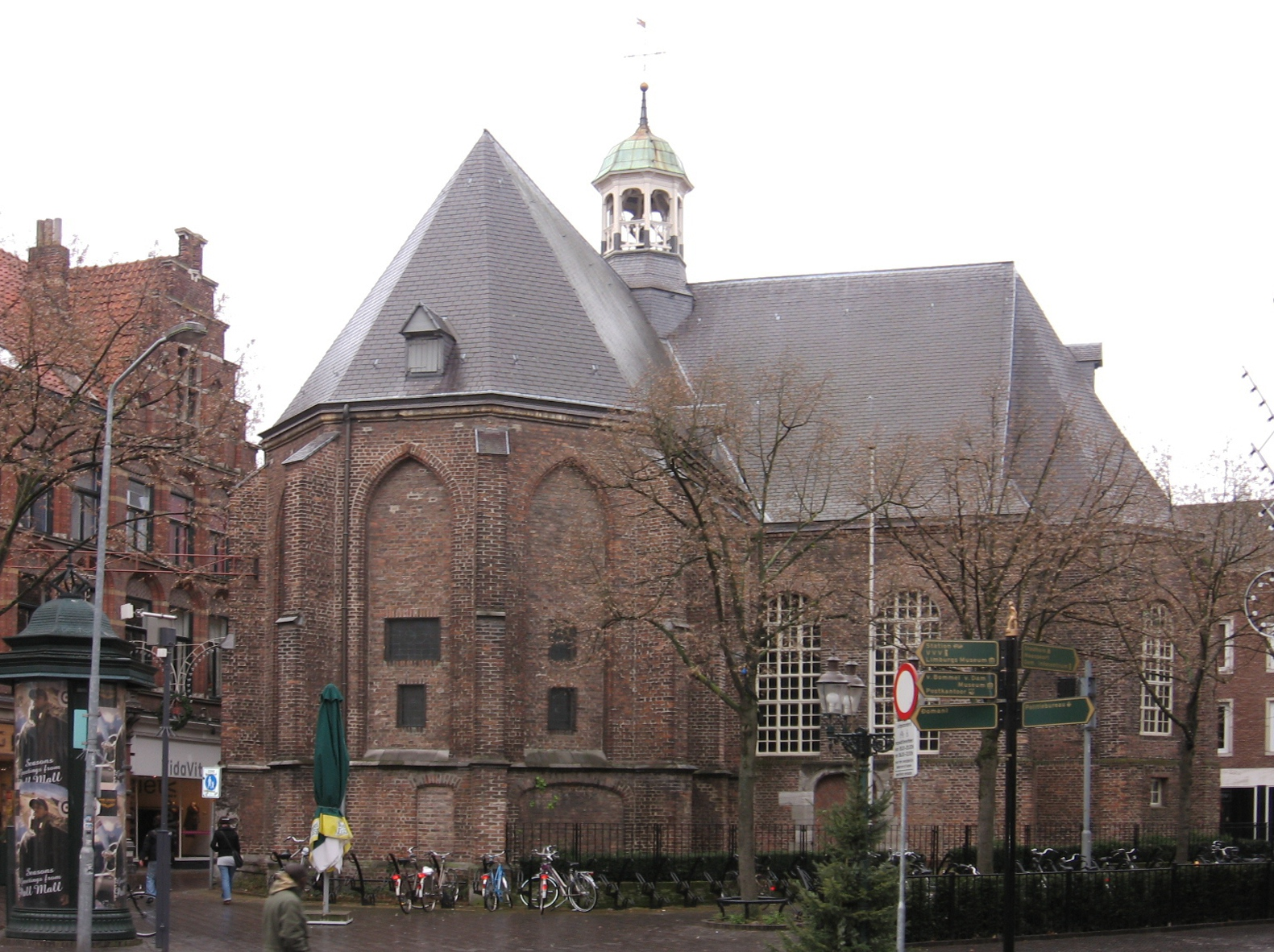
Blick auf den Chor der Joriskirche

Die Joriskirche (niederländisch: Sint-Joriskerk) ist ein evangelischer Sakralbau im Zentrum der niederländischen Stadt Venlo in der Provinz Limburg.

## Baugeschichte bis zum Zweiten Weltkrieg
Der spätgotische dreiseitig geschlossene Chor der Joriskirche stammt aus dem Jahr 1509 und war Teil des vermutlich um 1385 erbauten St. Jorisgasthuis östlich des Venloer Marktes. Die gotische Gasthuis-Kapelle des Jorisgasthuis bildet den ältesten Teil des heutigen Kirchengebäudes. 1718 wurde die Kapelle T-förmig und in klassischem Stil nach Plänen des Dordrecht-Baumeisters Pleun van Bolnes erweitert und zu der heutigen reformierten Joriskirche ausgebaut. Der Teil aus dem 18. Jahrhundert besitzt einen Turm und Rundbogenfenster. Der Glockenstuhl mit Uhr stammt aus dem Jahr 1836. 1925 erhielt die Kirche eine Einhandorgel.

## Zweiter Weltkrieg und Nachkriegszeit

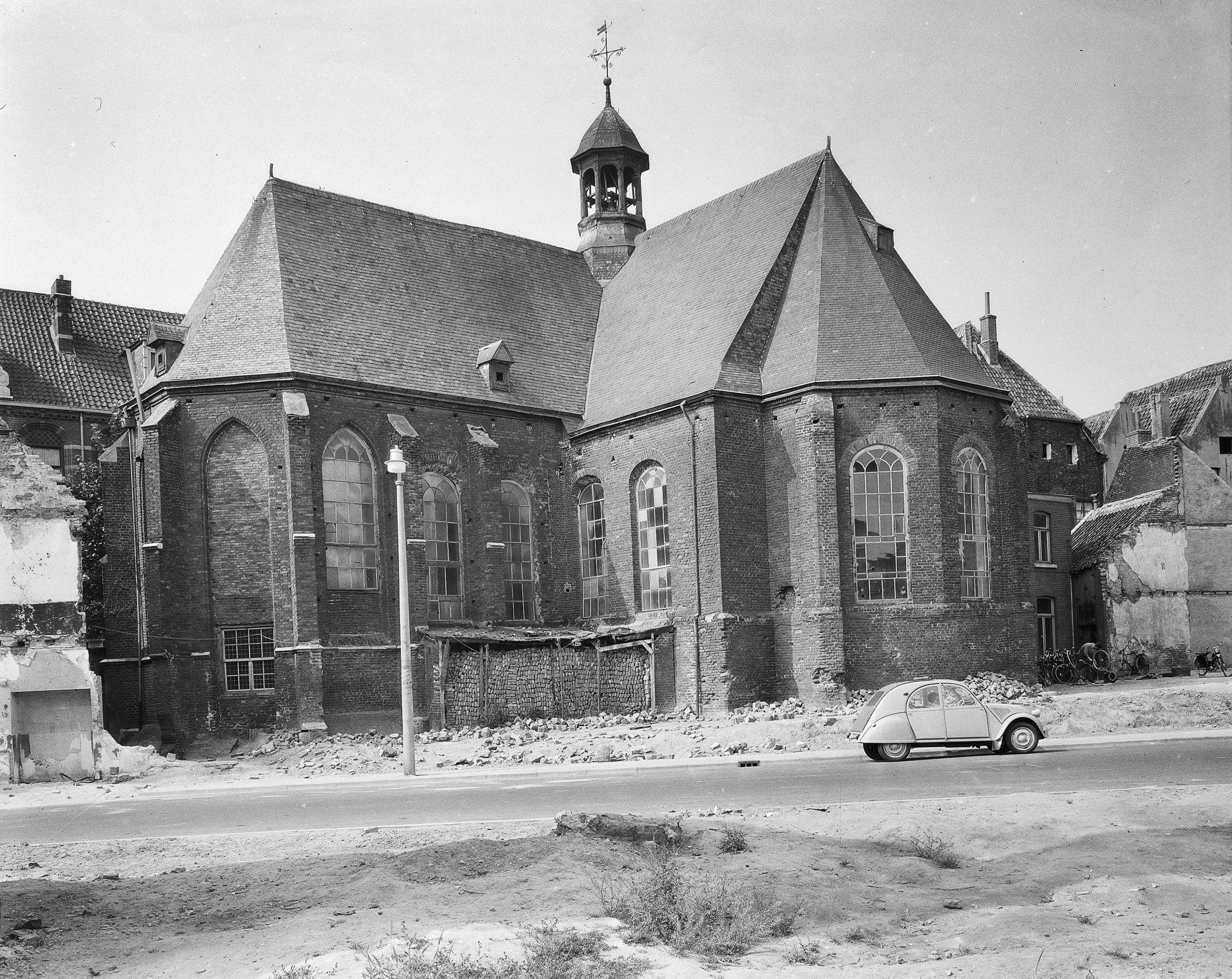
Kriegsschäden an der Joriskirche

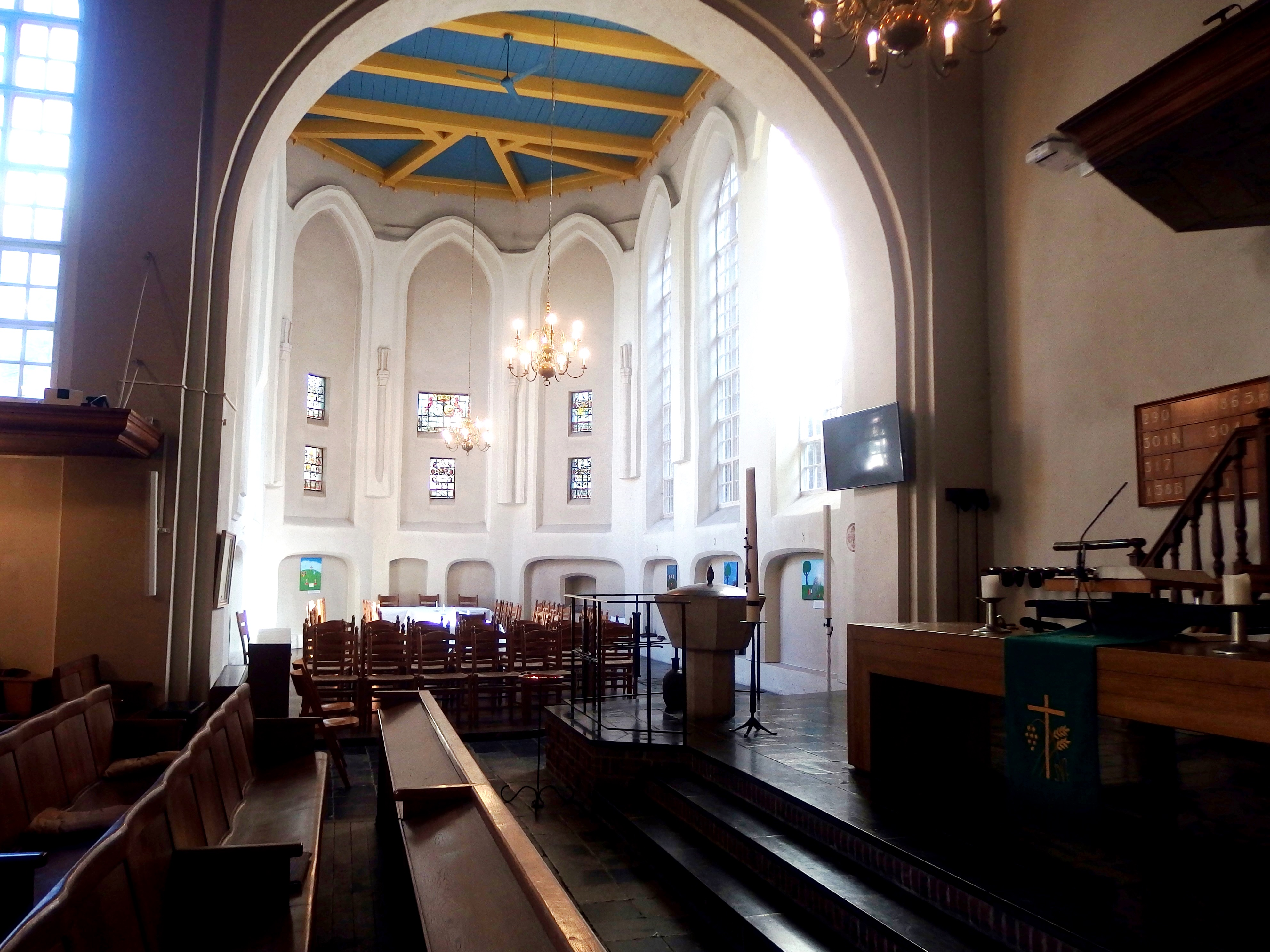
Chor, Taufbecken und Altar

Im Kriegswinter 1944/45 erlitt die Kirche schwere Schäden. Da außerdem die Gebäudesubstanz aufgrund des permanenten Geldmangels über die Jahrhunderte ohnehin stark gelitten hatte, beschloss man eine umfassende Restaurierung. Nach anfänglichen Schwierigkeiten wurde 1957 die gesamte Kirche mit Ausnahme der Orgel restauriert und am 25. und 26. Mai 1957 feierlich wiedereröffnet. Als Spende der Venloer Zivilbevölkerung wurde eine bronzene St.-Joris-Statue in einer Nische an der Außenwand aufgestellt. Im selben Jahr nahm auch das neue Gemeindezentrum mit dem Küsterhaus seinen Betrieb auf.

## Orgel
1966 baute die Firma K. Blank aus Herwijnen (Provinz Gelderland) eine neue Orgel mit zwei Handbüchern. Der Orgelbau wurde 1973 von der Firma Kaat & Tijhuis aus Kampen abgeschlossen. Eine Restaurierung und Erweiterung dieser Orgel erfolgte 2006.

## Nationaldenkmal
Die evangelische Joriskirche ist ein nationales Denkmal der Niederlande (Rijksmonument) mit der Identifikationsnummer 37162.